# Sphaerozosma granulatum
Sphaerozosma granulatum là một loài Song tinh tảo trong họ Desmidiaceae, thuộc chi Sphaerozosma.